# Бондусі
49°35′13″ пн. ш. 33°40′26″ сх. д. / 49.58694° пн. ш. 33.67389° сх. д.
Бондусі — колишнє село в Україні.
Підпорядковувалося Рокитянській сільській раді Великобагачанського району Полтавської області. 27 січня 2009 року рішенням Полтавської обласної ради село виключене з облікових даних.

## Географія
Сусідні села: на північному напрямку — Шпирни.